# タイム誌の表紙を飾った人物の一覧 (1980年代)
タイム誌の表紙を飾った人物の一覧 (1980年代)（タイムしのひょうしをかざったじんぶつのいちらん 1980ねんだい）は、1980年代に『タイム』誌の表紙を飾った人物の一覧である。『タイム』誌の創刊は1923年である。同誌がアメリカ合衆国を代表するニュース雑誌としての地位を確立するにつれ、その表紙に登場することは、その人物の特筆性、名声、あるいは、悪名の証しであると考えられるようになっていった。表紙に登場した人物については、特集記事が組まれるのが例となっていた。
| タイム誌の表紙を飾った人物の一覧                                                                   |
| -------------------------------------------------------------------------------------------------- |
| 1920年代-1930年代-1940年代 1950年代-1960年代-1970年代-1980年代-1990年代 2000年代-2010年代-2020年代 |

## 1980年
- 1月7日 -  アーヤトッラーホメイニー (Ayatollah Khomeini)、マン・オブ・ザ・イヤー (Man of the Year)
- 1月14日 -  モスクワの大胆な挑戦 (Moscow's Bold Challenge)
- 1月21日 - 武器としての穀物：誰が勝ち、誰が負けるのか (Grain as a Weapon: Who Wins, Who Loses)
- 1月28日 -  ソ連を搾りとる (Squeezing the Soviets)
- 2月4日 -  ジミー・カーター (Jimmy Carter)
- 2月11日 -  エリック・ハイデン (Eric Heiden)、ベス・ハイデン (Beth Heiden) 兄妹
- 2月18日 - アブスカム作戦：議会を狙ったFBI ( Operation Abscam: The FBI Stings Congress)
- 2月25日 -  ダン・ラザー (Dan Rather
- 3月3日 -  ピーター・セラーズ (Peter Sellers)
- 3月10日 -  ロナルド・レーガン (Ronald Reagan)
- 3月17日 -  外交危機 (Diplomacy In Crisis)
- 3月24日 -  ジミー・カーター (Jimmy Carter)
- 3月31日 -  インターフェロン：もしやガンにも効く薬か (Interferon: The IF Drug for Cancer)
- 4月7日 -  T・A・ウィルソン (T.A. Wilson)
- 4月14日 - パレスチナ (The Palestinian)
- 4月21日 - 資本主義は機能しているか？ (Is Capitalism Working?)
- 4月28日 -  ジミー・カーター (Jimmy Carter)
- 5月5日 -  ジミー・カーター (Jimmy Carter)
- 5月12日 -  エドマンド・マスキー (Edmund Muskie
- 5月19日 -  ダース・ベイダー (Darth Vader)
- 5月26日 -  パブロ・ピカソ (Picasso)
- 6月2日 -  セント・ヘレンズ山の大噴火 (The Big Blowup (Mount St. Helens)
- 6月9日 -  誰がアメリカのために戦うのか？人材危機 (Who'll Fight for America? The manpower Crisis)
- 6月16日 -  助けて! 教師が教えられない (Help! Teacher Can't Teach)
- 6月23日 -  ソ連の内幕 (Inside the U.S.S.R.)
- 6月30日 -  ビョルン・ボルグ (Björn Borg)
- 7月7日 -  アメリカ再発見 (Rediscovering America)
- 7月14日 - 背中の痛み (That Aching Back)
- 7月21日 -  デトロイトで最高の気分（共和党大会） (Feeling Super in Detroit (G.O.P. Convention))
- 7月28日 -  ロナルド・レーガン (Ronald Reagan)とジョージ・H・W・ブッシュ (George H.W. Bush)
- 8月4日 -  ビリー・カーター (Billy Carter)
- 8月11日 -  ラリー・ハグマン演じるJ・R・ユーイング (Larry Hagman as J.R.)
- 8月18日 -  ジミー・カーター (Jimmy Carter)
- 8月25日 -  ジミー・カーター (Jimmy Carter)
- 9月1日 -  ポーランドの労働者の怒り (Poland's Angry Workers)
- 9月8日 -  トマス・マーフィー (Thomas Murphy)、フィリップ・コールドウェル (Philip Caldwell)、リー・アイアコッカ (Lee Iacocca)
- 9月15日 -  合衆国の有権者 (The U.S. Voter)
- 9月22日 -  アメリカを汚染する化学廃棄物 (Poisoning of America: Those Toxic Chemical Wastes)
- 9月29日 -  ベア・ブライアント (Bear Bryant)
- 10月6日 - / 湾岸での戦争（イラン・イラク戦争）(War in the Gulf (Iran-Iraq War))
- 10月13日 -  ジミー・カーター (Jimmy Carter)とロナルド・レーガン (Ronald Reagan)
- 10月20日 -  カール・セーガン (Carl Sagan)
- 10月27日 - 湾岸は爆発するか？ (The Gulf Will It Explode?)
- 11月3日 -  ジミー・カーター (Jimmy Carter)とロナルド・レーガン (Ronald Reagan)
- 11月10日 -  人質のドラマ (The Hostage Drama)
- 11月17日 -  ロナルド・レーガン (Ronald Reagan)
- 11月24日 - 土星：宇宙での遭遇 (Saturn: Encounter in Space)
- 12月1日 -  ジェーン・ポーリー (Jane Pauley)、ジーン・シャリト (en:Gene Shalit)、ウィラード・スコット (en:Willard Scott)、トム・ブロコウ (Tom Brokaw)、デヴィッド・ハートマン (David Hartman)、チャールズ・クラルト (Charles Kuralt)、ジョーン・ランデン (Joan Lunden)
- 12月8日 - ロボット革命 (The Robot Revolution)
- 12月15日 -  ロッキー・マウンテン・ハイ (Rocky Mountain High)
- 12月22日 -  ジョン・レノン (John Lennon)
- 12月29日 -  レフ・ヴァウェンサ (Lech Walesa)

## 1981年
- 1月5日 -  ロナルド・レーガン (Ronald Reagan)、マン・オブ・ザ・イヤー (Man of the Year)
- 1月12日 -  狙いは高く：スペースシャトル・コロンビア (Aiming High: Space Shuttle Columbia)
- 1月19日 -  レーガン最大の挑戦：経済の立て直し (Reagan's Biggest Challenge: Mending the Economy))
- 1月26日 -  人質事件の突破口 (The Hostages: Breakthrough)
- 2月2日 -  試練の終わり：沸き起こる怒り (The Ordeal Ends: And the Outrage Grows)
- 2月9日 -  ブルック・シールズ (Brooke Shields)
- 2月16日 -  マーガレット・サッチャー (Margaret Thatcher)
- 2月23日 -  アメリカのリニューアル (American Renewal)
- 3月2日 -  斧は振り下ろされた：レーガンが計画する「新たな始まり」(The Ax Fall: Reagan's Plan for a "New Beginning")
- 3月9日 -  ハーバート・ボイヤー (Herbert Boyer)
- 3月16日 -  アレクサンダー・ヘイグ (Alexander Haig)
- 3月23日 -  暴力犯罪の呪い (The Curse of Violent Crime)
- 3月30日 -  日本はどうやっているのか；世界で最も手強い競争相手 (How Japan Does It: The World's Toughest Competitor)
- 4月6日 -  妊娠中絶：命と選択の戦い (Abortion: The Battle of Life vs "Choice")
- 4月13日 -  ロナルド・レーガン (Ronald Reagan))
- 4月20日 -  レディ・ダイアナ (Lady Diana)
- 4月27日 -  全て順調：新時代への飛翔（STS-1）(Right On: Winging Into New Era (first orbital flight of NASA Space Shuttle Program))
- 5月4日 -  マネー・チェイス：ビジネススクールは私たちに何をしているか (The Money Chase: What Business Schools Are Doing To Us)
- 5月11日 -  ビリー・マーチン (Billy Martin)
- 5月18日 -  メナヘム・ベギン (Menachem Begin)とシモン・ペレス (Shimon Peres)
- 5月25日 -  テロリストの標的：なぜ彼らはそうするのか？ (Terrorist's Target: Why Did They Do It?) （ヨハネ・パウロ2世暗殺未遂事件 (Pope John Paul II assassination attempt)）
- 6月1日 - 心筋梗塞：新たな知見、新しい治療法 (Heart Attacks: New Insights, New Treatments)
- 6月8日 -  貯蓄革命：誰もがあなたの資金を求めている (The Savings Revolution: Everybody wants Your Money)
- 6月15日 -  エド・コッチ (Ed Koch)
- 6月23日 -  /  攻撃 - そして放射性物質の降下：標的：イラクの原子炉 (Attack—and Fallout: The Target: Iraq's Reactor)
- 6月30日 -  フランソワ・ミッテラン (François Mitterrand)
- 7月6日 -  コカインでハイに：地位と悲惨を呼ぶドラッグ (High on Cocaine: A Drug with Status and Menace)
- 7月13日 -  ベトナム帰還兵：権利を求める戦い (Viet Nam Vets: Fighting for their Rights)
- 7月20日 -  サンドラ・デイ・オコナー (Sandra Day O'Connor)
- 7月27日 -  キャスパー・ワインバーガー (Caspar Weinberger)
- 8月3日 -  チャールズ王子（のちのチャールズ3世） (Prince Charles)とレディ・ダイアナ (Lady Diana)（Wedding of Prince Charles and Lady Diana Spencer） (結婚式 (wedding))
- 8月10日 - アイスクリーム：あなたも舐める (Ice Cream: Getting Your Licks)
- 8月17日 -  管制官なしに飛ぶ (Winging It: Coping Without Controllers)
- 8月24日 -  ジェームズ・ラウス (James Rouse)
- 8月31日 -  ジョン・アーヴィング (John Irving)
- 9月7日 -  メリル・ストリープ (Meryl Streep)
- 9月14日 -  ジェシー・ヘルムズ (Jesse Helms)
- 9月21日 -  ロナルド・レーガン (Ronald Reagan))
- 9月28日 -  我ら、陪審団 (We, the Jury)
- 10月5日 -  ディケンズ作『ニコラス・ニクルビー』の出演者 (Dicken's Nicholas Nickelby cast)
- 10月12日 -  フリー・ランチはない：権利のコスト (No Free Lunch: Cost of Entitlements)
- 10月19日 -  アンワル・サダト (Anwar Sadat)
- 10月26日 - 世界的軍拡：限界は何か (Arming the World: What Are the Limits)
- 11月2日 -  フィットネス狂：シェイプアップするアメリカ (The Fitness Craze: America Shapes Up)
- 11月9日 -  ロナルド・レーガン (Ronald Reagan))
- 11月16日 -  キャサリン・ヘプバーン (Katharine Hepburn)とヘンリー・フォンダ (Henry Fonda)
- 11月23日 -  失楽園？ 南フロリダ (Paradise Lost? South Florida)
- 11月30日 - ヨーロッパの懸念と合衆国の大胆な提案 (Europe's Fear and a Bold U.S. Proposal )
- 12月7日 -  ネコ（白猫） (Cats (a white cat))
- 12月14日 -  大統領の側近たち：ホワイトハウスはいかに機能するのか、しないのか (The President's Men: How the White House Works—And Doesn't)
- 12月21日 -  ムアンマル・カダフィ (Muammar Gaddafi)
- 12月28日 -  ヴォイチェフ・ヤルゼルスキ (Wojciech Jaruzelski

## 1982年
- 1月4日 -  レフ・ヴァウェンサ (Lech Walesa)、マン・オブ・ザ・イヤー (Man of the Year)
- 1月11日 -  パトリック・ティア、戦争の子どもたち、恐怖から生まれる驚くべき強さ (Patrick Teer, Children of War: Out of the Horror, Amazing Strength) （北アイルランド問題)
- 1月18日 -  ビデオゲームが世界を蹂躙する (Gronk! Flash! Zap!: Video Games Are Blitzing the World)
- 1月25日 -  ジョー・モンタナ (Joe Montana)
- 2月1日 -  フランクリン・ルーズベルト (Franklin D. Roosevelt)
- 2月8日 -  失業：最大の懸念 (Unemployment: the Biggest Worry)
- 2月15日 -  スティーブ・ジョブズ (Steven Jobs)
- 2月22日 -  ジャクリーン・スミス (Jaclyn Smith)
- 3月1日 -  ヘンリー・キッシンジャー (Henry Kissinger)
- 3月8日 -  ポール・ボルカー (Paul Volcker)
- 3月15日 - 塩：新たな悪者？ (Salt: A New Villain?)
- 3月22日 - 中央アメリカ (Central America)
- 3月29日 - 核戦争 (Nuclear War)
- 4月5日 -  ジョルジオ・アルマーニ (Giorgio Armani)
- 4月12日 -  エルサレム (Jerusalem)
- 4月19日 - / フォークランド危機 (Falklands Crisis)
- 4月26日 -  ハワード・ベーカー (Howard Baker)
- 5月3日 -  コンピューター世代 (Computer Generation)
- 5月10日 - / フォークランド戦争 (Falklands War)
- 5月17日 -  駆逐艦シェフィールド (H.M.S. Sheffield)
- 5月24日 -  社会保険 (Social Security)
- 5月31日 - / フォークランド上陸作戦 (Falklands D-Day)
- 6月7日 - / フォークランド紛争と ヨハネ・パウロ2世、 ロナルド・レーガン) (Falklands, John Paul II & Ronald Reagan)
- 6月14日 -  ジェリー・クーニー (Gerry Cooney) とシルヴェスター・スタローン (Sylvester Stallone)
- 6月21日 - / イスラエルの電撃作戦 (Israel's Blitz)
- 6月28日 - / 戦利品 (Spoils of War)
- 7月5日 -  ジョージ・シュルツ (George Shultz)
- 7月12日 -  アメリカの女性 (American Women)
- 7月19日 - / ベイルート包囲戦 (Siege of Beirut)
- 7月26日 -  アーヤトッラーホメイニー (Ayatollah Khomeini)
- 8月2日 - 単純疱疹 (Herpes)
- 8月9日 -  テッド・ターナー (Ted Turner)
- 8月16日 - / ベイルートの破壊 (Destroying Beirut)
- 8月23日 -  ジェームズ・G・ワット (James G. Watt)
- 8月30日 - 女性とフィットネス (Women & Fitness)
- 9月6日 -  強気の株式市場 (Bull market)
- 9月13日 -  囚人の世界 (The Inmate Nation)
- 9月20日 -  メナヘム・ベギン (Menachem Begin)
- 9月27日 - / レバノンの虐殺 (Lebanon Massacre)
- 10月4日 -  アリエル・シャロン (Ariel Sharon)
- 10月11日 -  ジミー・カーター (Jimmy Carter)
- 10月18日 -  ジョン・アップダイク (John Updike)
- 10月25日 -  パックメン (Pac Men)（パックマンになぞらえた選挙の記事）
- 11月1日 -  ジョン・デロリアン (John DeLorean)
- 11月8日 -  カタログ (Catalogues)
- 11月15日 -  選挙結果 (Election Results)（1982年の中間選挙）
- 11月22日 -  ユーリ・アンドロポフ (Yuri Andropov)
- 11月29日 -  ジョセフ・バーナーディン (Joseph Bernardin)
- 12月6日 -  ポール・ニューマン (Paul Newman)
- 12月13日 -  ロナルド・レーガン (Ronald Reagan)
- 12月20日 -  ミゲル・デ・ラ・マドリ・ウルタード (Miguel de la Madrid)
- 12月27日 -  宣教師たち (Missionaries)

## 1983年
- 1月3日 - コンピュータ (The Computer)、マシン・オブ・ザ・イヤー (Machine of the Year)
- 1月10日 – 貸付の災厄 (The Peril of Lending)
- 1月17日 –  ジェームズ・レヴァイン (James Levine)
- 1月24日 – 死刑
- 1月31日 – パーシングII (Pershing II)
- 2月7日 –  ロバート・ミッチャム (Robert Mitchum)
- 2月14日 –  KGB (KGB)
- 2月21日 –  メナヘム・ベギン (Menachem Begin)とアリエル・シャロン (Ariel Sharon
- 2月28日 –  プリンセス・ダイアナ (Princess Diana)
- 3月7日 –  フランクリン・C・スピニー (Franklin C. Spinney)
- 3月14日 –  ヨハネ・パウロ2世
- 3月21日 –  リー・アイアコッカ (Lee Iacocca)
- 3月28日 –  脱税 (Tax Fraud)
- 4月4日 -  ロナルド・レーガン (Ronald Reagan)
- 4月11日 - コカインとの戦い (Battling Cocaine's Grip)
- 4月18日 - 軍縮 (Arms Control)
- 4月25日 –  クロード・ペッパー (Claude Pepper)
- 5月2日 –  ナスターシャ・キンスキー (Nastassja Kinski)
- 5月9日 – レーガンと中央アメリカ (Reagan & Central America)... サンディニスタ革命
- 5月16日 –  捏造されたヒトラーの日記 (Hitler's Forged Diaries)
- 5月23日 –  ジョージ・ルーカス (George Lucas)
- 5月30日 – ニューエコノミー (The New Economy)
- 6月7日 – ストレス治療 (Cures for Stress)
- 6月13日 – ロサンゼルス (Los Angeles)
- 6月20日 -  マーガレット・サッチャー (Margaret Thatcher)
- 6月27日 –  ヨハネ・パウロ2世
- 7月4日 – AIDSヒステリー (AIDS Hysteria)
- 7月11日 –  IBMのジョン・R・オペル (IBM's John R. Opel)
- 7月18日 –  デヴィッド・ボウイ (David Bowie)
- 7月25日 –  移動するアメリカ人 (Americans on the Move)
- 8月1日 –  日本特集 (Special Issue: Japan)
- 8月8日 –  ウィリアム・P・クラーク (William P. Clark)
- 8月15日 –  リサ・ハラップ (Lisa Harap) – 赤ん坊は何を知っているのか、いつそれを知るのか？ (Babies. What Do They Know? When Do They Know It?)
- 8月22日 –  ジェシー・ジャクソン (Jesse Jackson)
- 8月29日 –  恐れ知らずのベン・コーリ (Daredevil Ben Colli)
- 9月5日 –  ドメスティックバイオレンス (Domestic Violence)
- 9月12日 –  大韓航空機撃墜事件 (Soviets Destroy Airliner)
- 9月19日 – / レーガンと国連はモスクワに問いかける – (Reagan & U.N. Quiz Moscow)
- 9月26日 –  鄧小平 (Deng Xiaoping)
- 10月3日 – / レバノンにおける海兵隊 (Marines in Lebanon)
- 10月5日 – 創刊60周年 (60th Anniversary Issue)
- 10月10日 –  アメリカの学校 (America's Schools)
- 10月17日 – ピーター・ユベロス (Peter Ueberroth)
- 10月24日 –  ロナルド・レーガン
- 10月31日 – / ベイルートにおける海兵隊 (Marines in Beirut)
- 11月7日 – / グレナダ侵攻とベイルート(Grenada and Beirut)
- 11月14日 -  ジョン・F・ケネディ (John F. Kennedy)
- 11月21日 -  AT&T分割 (Splitting AT&T)
- 11月28日 –  ジョージ・オーウェル (George Orwell)
- 12月5日 – / 軍縮（ソビエトのINF条約交渉からの撤退） Arms Control (Soviet walkout of the INF Treaty talks)
- 12月12日 – 戦火の下の報道 (The Press Under Fire)
- 12月19日 –  ハーフィズ・アル＝アサド (Hafez Assad)
- 12月26日 – ミュージック・ビデオ (Music Videos)

## 1984年
- 1月2日 –  ロナルド・レーガン (Ronald Reagan) &  ユーリ・アンドロポフ (Yuri Andropov)、メン・オブ・ザ・イヤー (Men of the Year)
- 1月9日 –  ヨハネ・パウロ2世 (John Paul II) &  メフメト・アリ・アジャ (Mehmet Ali Ağca)
- 1月16日 – アフリカの問題 (Africa's Troubles)
- 1月23日 –  アーサー・ロック (Arthur Rock)
- 1月30日 –  フィル・メーア (Phil Mahre) & タマラ・マッキニー (Tamara McKinney)
- 2月6日 –  ロナルド・レーガン (Ronald Reagan)
- 2月13日 –  シーブルック原子力発電所 (Seabrook Nuclear Plant)
- 2月20日 –  ユーリ・アンドロポフ (Yuri Andropov)
- 2月27日 –  コンスタンティン・チェルネンコ (Konstantin Chernenko)
- 3月5日 –  マーティン・フェルドシュタイン (Martin Feldstein)
- 3月12日 –  ゲーリー・ハート (Gary Hart)、ウォルター・モンデール (Walter Mondale)、ジョン・グレン (John Glenn)
- 3月19日 –  マイケル・ジャクソン (Michael Jackson)
- 3月27日 – コレステロール (Cholesterol)
- 4月2日 –  アレクサンダー・ヘイグ (Alexander Haig)
- 4月9日 – 性の革命の終わり (End of the Sexual Revolution)
- 4月16日 –  ビル・ゲイツ (Bill Gates)
- 4月23日 – / ニカラグア政策 (Policy on Nicaragua)
- 4月30日 –  中国の新しい顔 (China's New Face)
- 5月7日 –  ジェシー・ジャクソン (Jesse Jackson)
- 5月14日 –  シャーリー・マクレーン (Shirley MacLaine)
- 5月21日 – オリンピック騒動 (Olympic Turmoil)
- 5月28日 – Dデイ回顧 (D-Day Remembered)
- 6月4日 –  ジェラルディン・フェラーロ (Geraldine Ferraro) & ダイアン・ファインスタイン (Dianne Feinstein)
- 6月11日 – 痛みの謎 (Mystery Behind Pain)
- 6月18日 –  ウォルター・モンデール (Walter Mondale)、
- 6月25日 –  アンドレイ・グロムイコ (Andrei A. Gromyko)
- 7月2日 –  エルマ・ボムベック (Erma Bombeck)
- 7月9日 –  シモン・ペレス (Shimon Peres) & イツハク・シャミル (Yitzhak Shamir)
- 7月16日 –  民主党のキャンペーン開始 (Democrats Launch Campaign)
- 7月23日 –  ジェラルディン・フェラーロ (Geraldine Ferraro)
- 7月30日 –  カール・ルイス (Carl Lewis)
- 8月6日 –  メキシコシティ (Mexico City)
- 8月13日 –  カール・ルイス (Carl Lewis)
- 8月20日 –  シアーズ (Sears) & シェリル・ティーグス (Cheryl Tiegs)
- 8月27日 –  ロナルド・レーガン (Ronald Reagan) & ジョージ・H・W・ブッシュ (George H.W. Bush)
- 9月3日 –  ジェラルディン・フェラーロ (Geraldine Ferraro)
- 9月10日 – 妊娠の科学 (Science of Conception)
- 9月17日 –  ブライアン・マルルーニー (Brian Mulroney)
- 9月24日 –  アメリカのアップビート・ムード (America's Upbeat Mood)
- 10月1日 –  アンドレイ・グロムイコ (Andrei A. Gromyko)、
- 10月8日 –  合衆国最高裁判所 (The Supreme Court) （ウォレン・E・バーガー (Warren E. Burger)、ジョン・ポール・スティーブンス (John Paul Stevens)、ルイス・F・パウエル・ジュニア (Lewis F. Powell Jr.)、ウィリアム・レンキスト (William Rehnquist)、サンドラ・デイ・オコナー (Sandra Day O'Connor)、サーグッド・マーシャル (Thurgood Marshall)、ウィリアム・J・ブレナン・ジュニア (William J. Brennan Jr.)、バイロン・ホワイト (Byron White)、ハリー・ブラックマン (Harry Blackmun)）
- 10月15日 –  マフィア一斉摘発 (Crackdown on the Mafia)
- 10月22日 –  ロナルド・レーガン (Ronald Reagan)、ジョージ・H・W・ブッシュ (George H.W. Bush)、ウォルター・モンデール (Walter Mondale)、ジェラルディン・フェラーロ (Geraldine Ferraro)
- 10月29日 –  ロナルド・レーガン (Ronald Reagan) & ウォルター・モンデール (Walter Mondale)
- 11月5日 – 礼節への新たな危惧 (New Concern with Civility)
- 11月12日 –  インディラ・ガンディー (Indira Gandhi)
- 11月19日 –  ロナルド・レーガン (Ronald Reagan)
- 11月26日 –  宇宙飛行士が衛星を回収 (Astronauts Rescue Satellite)
- 12月3日 –  アメリカの銀行 (America's Banks)
- 12月10日 –  ウィリアム・デヴリーズ (William DeVries)
- 12月17日 –  ボパール化学工場事故 (Disaster Strikes Bhopal)
- 12月24日 – ビデオテープレコーダ (Video Cassette Recorders)
- 12月31日 –  デヴィッド・リーン (David Lean)